# Гарсия Герреньо, Роландо
Роландо Даниэль Гарсия Герреньо (исп. Rolando Daniel García Guerreño; 10 февраля 1990 года, Сан-Эстанислао) — парагвайский футболист, играющий на позиции защитника. Ныне выступает за клуб «Гуарани».

## Биография
Роландо Гарсия начинал свою карьеру футболиста в парагвайском клубе «2 мая». В 2009 году он стал игроком клуба аргентинской Примеры B Насьональ «Дефенса и Хустисия», за которую выступал на этом уровне до середины 2013 года, когда перешёл в команду мексиканской лиги Ассенсо МХ «Лобос БУАП».
В середине 2014 года Роландо Гарсия перешёл в аргентинский «Годой-Крус». 27 августа того же года он дебютировал в аргентинской Примере, выйдя в стартовом составе в гостевой игре с «Росарио Сентраль». 20 октября Гарсия забил свой первый гол на высшем уровне, сравняв счёт в домашнем поединке с «Бокой Хуниорс». С начала 2015 года он представлял другой клуб аргентинской Примеры «Унион» из Санта-Фе, а с середины февраля 2017 — «Ланус».